# Helena (Geòrgia)
Helena és una població dels Estats Units a l'estat de Geòrgia. Segons el cens del 2000 tenia 2.307 habitants.

## Demografia
Segons el cens del 2000, Helena tenia 2.307 habitants, 520 habitatges, i 322 famílies. La densitat de població era de 422,2 habitants/km².
Dels 520 habitatges en un 30,6% hi vivien nens de menys de 18 anys, en un 37,1% hi vivien parelles casades, en un 20,2% dones solteres, i en un 37,9% no eren unitats familiars. En el 34,2% dels habitatges hi vivien persones soles el 15,4% de les quals corresponia a persones de 65 anys o més que vivien soles. El nombre mitjà de persones vivint en cada habitatge era de 2,38 i el nombre mitjà de persones que vivien en cada família era de 3,04.
Per edats la població es repartia de la següent manera: un 14,2% tenia menys de 18 anys, un 15,3% entre 18 i 24, un 44,5% entre 25 i 44, un 18,7% de 45 a 60 i un 7,3% 65 anys o més.
L'edat mediana era de 33 anys. Per cada 100 dones de 18 o més anys hi havia 281,5 homes.
La renda mediana per habitatge era de 22.212 $ i la renda mediana per família de 25.543 $. Els homes tenien una renda mediana de 26.772 $ mentre que les dones 18.208 $. La renda per capita de la població era de 9.520 $. Entorn del 25,3% de les famílies i el 29,8% de la població estaven per davall del llindar de pobresa.

## Poblacions més properes
El següent diagrama mostra les poblacions més properes.